# Keizerrijk China (1915-1916)
Het keizerrijk China van 1915 tot 1916 was een keizerrijk dat uitgeroepen werd door generaal Yuan Shikai om de monarchie in China opnieuw in te voeren. De poging bleek uiteindelijk een mislukking te zijn.

## Geschiedenis
Nadat Yuan Shikai president werd van de republiek China ondernam hij verschillende stappen om zijn macht te versterken en hij ontnam zijn politieke tegenstanders hun macht. Hij werkte samen met enkele Europese grootmachten en Japan. Rond augustus 1915 maakte hij aan zijn medewerker Yang Du kenbaar dat hij de monarchie wilde herstellen. Op 11 december 1915 werd hij in een raad unaniem verkozen als keizer. Yuan riep het keizerrijk uit en werd de grote keizer van China. Dit tijdperk in de Chinese geschiedenis noemde hij Hongxian (洪憲).
Kort na zijn aanstelling als keizer verhief hij naaste familie en vrienden in de adelstand en ook diegene van wie hij dacht dat hij hen kon kopen met adellijke titels.
De vorige keizerlijke familie, die in de Verboden Stad woonden, keurden de aanstelling van Yuan goed en stelden zelfs een keizerlijk huwelijk voor tussen de dochter van Yuan en Pu Yi.

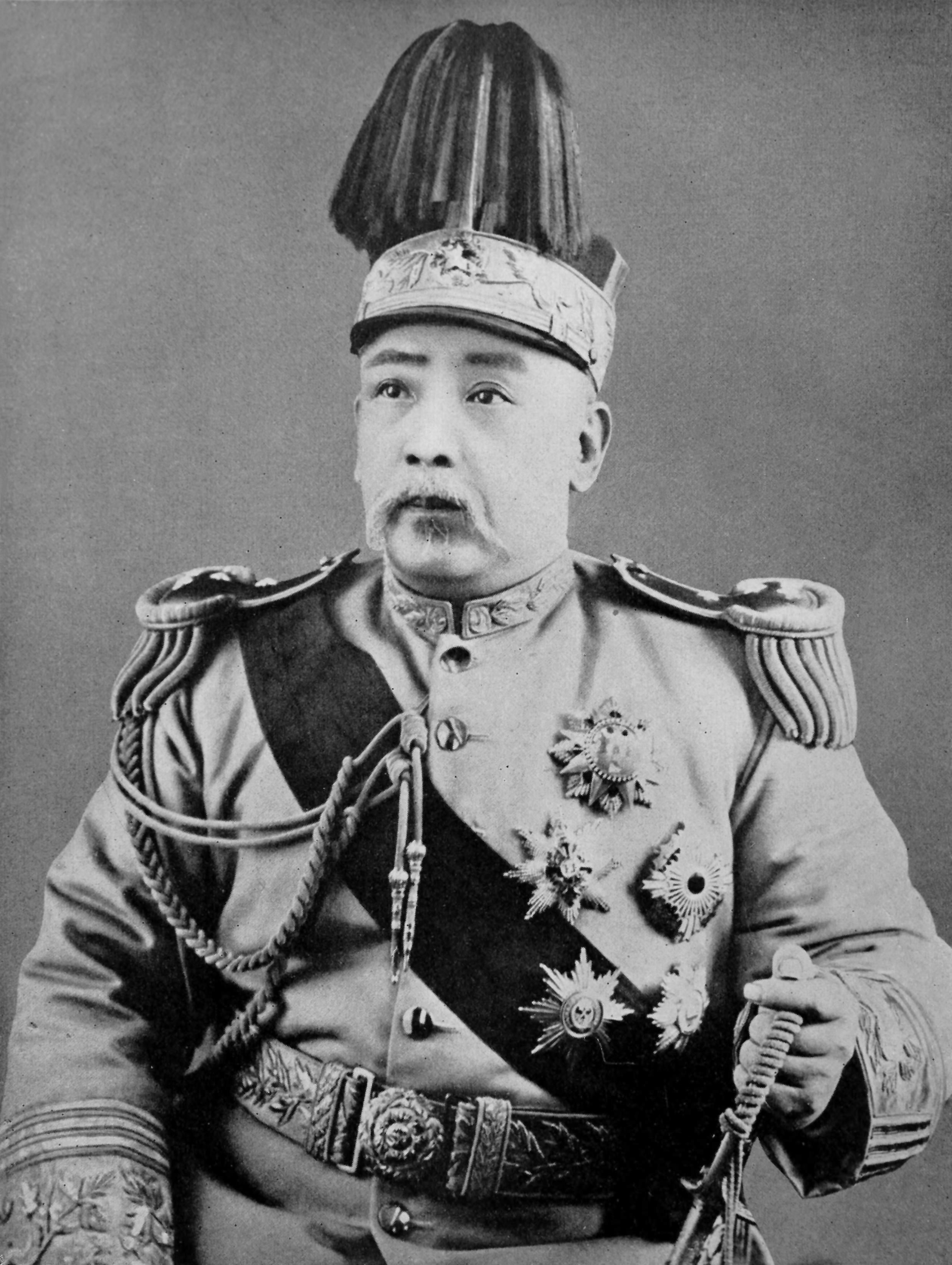
Yuan Shikai als keizer Hongxian

Yuan kreeg tegenwind, niet enkel van revolutionairen, maar ook van zijn ondergeschikte militaire bevelhebbers, die dachten dat de nieuwe keizer hun macht aan banden zou leggen.
Provincie na provincie rebelleerde tegen de keizer. Er kwam een beschermingsleger die een burgeroorlog startte in de provincie Yunnan. Hieropvolgende verklaarden andere provincies zich onafhankelijk van het keizerrijk. Het leger van  de keizer, dat nog niet betaald werd liet zich onder de voet lopen door het beschermingsleger, hoewel ze beter getraind en uitgerust waren dan dat leger.
Buitenlandse machten, die zagen dat Yuan zwak en niet populair was trokken hun steun terug, maar kozen geen kant in de oorlog. Het Japanse Keizerrijk dreigde met een invasie, maar wilde dan Yuan Shikai omver werpen. Na 83 dagen werd het keizerrijk afgeschaft en werd China opnieuw een republiek.
Na de dood van Yuan in juni 1916 werd vicepresident Li Yuanhong president. Het land was echter sterk verzwakt door de ondergang van het keizerrijk en China kwam terecht in de krijgsherentijd.